# Gunung Tinggi
Gunung Tinggi är ett berg i Indonesien.   Det ligger i provinsen Aceh, i den västra delen av landet, 1 500 km nordväst om huvudstaden Jakarta. Toppen på Gunung Tinggi är 520 meter över havet, eller 116 meter över den omgivande terrängen. Bredden vid basen är 0,72 km.
Terrängen runt Gunung Tinggi är varierad. En vik av havet är nära Gunung Tinggi åt sydväst. Runt Gunung Tinggi är det ganska tätbefolkat, med 62 invånare per kvadratkilometer. I omgivningarna runt Gunung Tinggi växer i huvudsak städsegrön lövskog.